# 安妮·文楚
安妮·萨维萨·布恩楚伊是迪斯尼频道动画系列剧《两栖动物》的主角，由马特·布拉利创作。她由 布蘭達·宋配音。该角色在试播集“安妮还是野兽？”中首次亮相，并在系列大结局“最艰难的事情”中最后一次露面。安妮是一位泰裔美国少女，在她13岁生日那天，她和她的朋友萨莎和玛西一起被一个被称为灾难盒的神秘音乐盒神奇地转移到了两栖动物。在她到达后，一个名为班特的拟人化青蛙家族找到了她，随着时间的推移，他们建立了联系。沃特伍德镇也发现了她，他们不情愿地让她和他们呆在一起。 
安妮受到了评论家和观众的一致好评，他们称赞了她的性格、宋的表演、相关性以及她在剧集中的成长演变。    她也受到该系列粉丝的称赞，被认为是有史以来最出色的迪士尼主角之一。 

## 创造

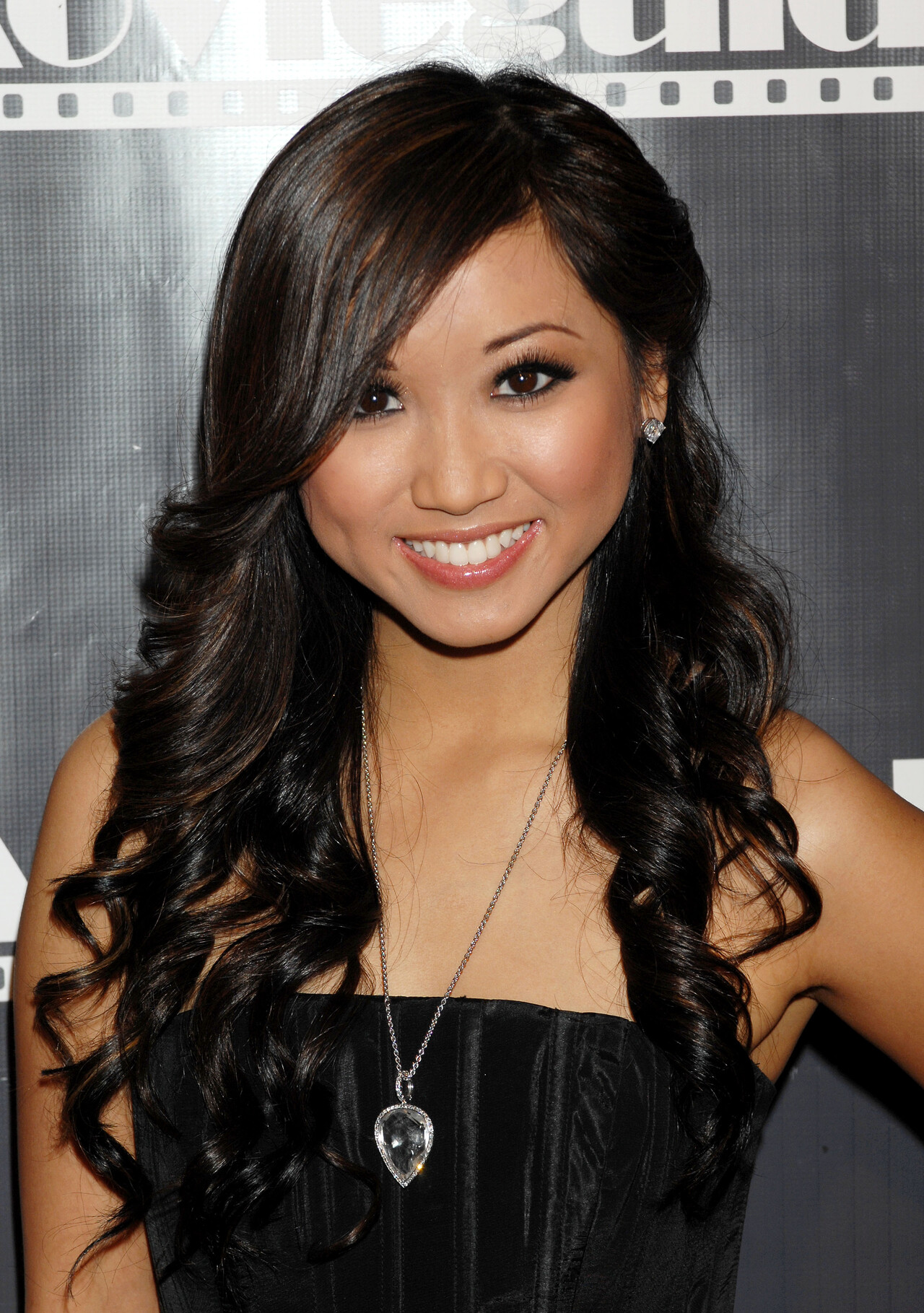
布伦达·宋在剧集中为安妮配音

根据馬特·布拉利的说法，他希望小安拥有与神秘小鎮大冒險角色派西卡相似的角色發展，因为他觉得“让这个角色发生如此巨大的变化是非常值得的，这就是为什么 [他] 知道 [他] 想要 [他的]自己的节目也有一些这样的元素”。 小安和她最好的朋友萨莎和玛西最初是15岁，因为他们希望该系列具有高中般的感觉，但为了吸引该系列的目标人群，他们将年龄降至13岁；正因为如此，三人组经常会实现更类似于高中生的行为，比如开车和打工。  马特·布拉利在AMA上透露，安妮的设计略微受到了波波安的影响，因为他是该系列的粉丝。 
詹姆斯·特纳的早期概念艺术描绘了安妮，她的肤色较浅，头发呈蓝色，从一开始就穿着休闲装。 乔斯帕罗后来的概念艺术表明，安妮将拥有更粗糙的发型，并且在地球上拥有更无聊的个性。她还被证明穿着多种款式的衣服，包括SJMS夹克和长衬衫。在节目的试播集两栖乐园中，安妮原本打算在被运送到两栖类 时穿上她的两只鞋（另一只鞋坏了）。安妮的原始角色最初被设想为地球上的一个无聊的人，然后被剧组重新塑造。
2019年3月27日，据透露布蘭達·宋将在剧集中为安妮配音。根据布拉利的说法，宋在录制过程中即兴地讲了几个笑话。 

## 泰国代表
安妮以成为动画节目中的第一位泰裔美国人而闻名。 布拉利 同样是泰裔美国人的布拉利选择让她成为泰裔美国人，因为他希望电视剧中有更多的泰国角色。 根据  的说法, 安妮年轻时受到了他祖母的启发。 他形容安妮是泰裔美国人是“第一要务”，因为他希望泰裔美国孩子在电视上看到自己的影子。 第 3 季以地球为背景，进一步深入探讨了安妮的泰国传统，其中有一集发生在洛杉矶的泰寺。布拉利称剧集中对寺庙的表现“相当准确”，因为准确表现泰国文化对他来说很重要。 
安妮的姓氏 文翠 在泰语中大致翻译为“鼓励或做好事的人”。 这符合她的性格，因为她总是试图帮助 疣木 的人们并提高自己。 她的中间名 是以 布拉利 的堂兄 萨维萨  的名字命名的。 

## 特点

### 设计
安妮是一位高挑苗条的泰国血统女孩。她有棕褐色的皮肤和短而凌乱的棕色头发，在来到 两栖类 之前，看起来几乎没有什么变化。它的叶子和一根树枝伸出来作为她在那里住了这么久的标志。回到地球后，她摆脱了所有的树叶和树枝，但回到两栖动物后不久就得到了新的树叶和树枝。
安妮通常穿着由淡紫色裙子和汗衫和浅蓝灰色衬衫组成的校服，上面印有她学校的徽章。她穿着白色的袜子，但只穿了一只黄白相间的运动鞋，另一只在遇到足底之前丢失了；另一双运动鞋现在由  船长所有。

### 性格
安妮被描述为无所畏惧、以自我为中心和叛逆，如第一集第二部分所示，她和小枝违抗 令留在原地，而是去湖里游泳。安妮有滑稽的一面。一个很好的例子是她与 Sprig 以及她真正亲近的任何人的互动。她也非常精力充沛，这让她进退两难。安妮起初是一个有点自负的女孩，但她仍然接受了自己的种族根源。安妮是一位流行文化爱好者，热爱年轻的成人电影和电视节目。像大多数青少年一样，安妮对她的手机很着迷，经常用它看节目和玩游戏。尽管她鲁莽，但安妮经常能提出很好的建议。这在“格鲁博格 日”和“诅咒!”中都可以看到，在“格鲁博格 日”中，她建议 小枝 告诉 流行音乐 他不想照顾这只 蜾蠃，在“诅咒！”中，她告诉 小枝 由于以下原因而终止与 麦迪 的订婚他对她的恐惧。
在第一季中，安妮表现出一阵阵思乡之情，并将她的爱好烙印在足底，例如她对披萨的热爱， 她的宠物猫多米诺骨牌， 她的电视习惯， 她对情侣的痴迷, 她的餐馆老板能力和她的舞蹈实力。 
根据马特·布拉利 的说法，安妮 读漫画，“[可能看过]动漫”，还看过指环王。 这在“档案之旅”一集中得到了进一步的支持，安妮在其中大喊“动物书和漫画，我来了！” .

## 虚构人物传记

### 背景
安妮和她的父母一起住在加利福尼亚州的洛杉矶 ，并且是两个女孩最好的朋友，她们的名字分别是莎夏·伍茲和玛希·吳。在她13岁生日那天，她在同伴的压力下偷了一个神秘的音乐盒，这个音乐盒神奇地将她和她的朋友莎夏和玛希带到了 两栖类的世界，这是一个充满拟人化两栖动物和威胁生物的野生沼泽热带岛屿，在那里他们被分开从彼此。

### 第一季
在丛林中生活了两个星期后，史哥班特发现了她并迅速与他成为了朋友。她被班特的其余成员和 疣木镇发现，他们不情愿地让她和他们呆在一起。 虽然一开始她对班特有点生气，但她意识到他们想要照顾她并尽最大努力取悦他们，尤其是与她有很多共同点的史哥。 她住在容易发生洪水的地下室里。 随着时间的推移，安妮逐渐爱上了这个家庭，不希望他们受到任何伤害，  虽然沃特伍德市民起初公开嘲笑她，但他们慢慢地对她产生了好感，并接受她作为其中一员在她保护他们免受市长欺骗的收债员蟾蜍之后。 在沃特伍德市民为她举办庆祝活动后，安妮与萨莎重逢，她得知萨莎与蟾蜍勇士结盟。 安妮最终意识到萨莎在他们的友谊中一直在操纵她，并被迫与她战斗。后来他们分开了，安妮因为失去她而心烦意乱，但她承诺将来会和她和好。 

### 第二季
在穿上与她第一次到达 栖类时相似的衣服后，安妮 流行音乐 的命 最终接受了她将再次离开父母回到 两栖类的事实。返回后，她和班特发现 两栖类 变成了废墟。 她很高兴与萨沙重逢。尽管她坚持要接管对安德里亚斯的抵抗，但安妮透露她现在相信她会做正确的事。她帮助拆除了其中一家工厂。后来，人们注意到她的一只鞋子在早先的一次流沙坑事件中丢失了。 安妮后来接受了这样一个事实，即她和萨莎可能直接影响了玛西将他们送往两栖动物的行为，但她学会了原谅她，就像她对萨莎和霍普波普所做的那样。 安妮终于知道她是谁，她想做什么，她与安德里亚斯战斗并击败了他，同时也释放了马西。她回到 两栖类 宣布抵抗军的胜利，却目睹了月亮落向他们。  当安妮发现安德里亚斯使用灾厄之盒的真实意图时，她下定决心要阻止他，并释放出惰性的蓝色能量，让她能够反击。她与班特和 弗罗博 的负责人一起回到了洛杉矶的家。 

### 第三季
安妮很高兴与她的父母团聚，并将他们介绍给班特底。她的父母注意到她已经显着成熟，并且对他们为她所做的事情表现出更好的感激之情。回到地球后，她甚至会换衣服。在试图抵挡安德里亚斯派来的隐形机器人时，安妮意识到她体内仍有蓝色宝石能量，尽管她决定不使用它，因为它会让她精疲力尽。 她最终向她的父母坦白了她回来的原因和方式，虽然他们对她隐瞒他们的信息感到不安，但他们意识到她正在努力保护他们和班特。 在“青蛙小圣诞节”中，安妮匿名写了一封信给玛西和萨莎的父母，承诺让他们安全回家。 
在穿上与她第一次到达 两栖类 时相似的衣服后，安妮 最终接受了她将再次离开父母回到 两栖类的事实。返回后，她和班特发现 两栖类变成了废墟。 她很高兴与萨沙重逢。尽管她坚持要接管对安德里亚斯的抵抗，但安妮透露她现在相信她会做正确的事。她帮助拆除了其中一家工厂。后来，人们注意到她的一只鞋子在早先的一次流沙坑事件中丢失了。 安妮后来接受了这样一个事实，即她和萨莎可能直接影响了玛西将他们送往两栖动物的行为，但她学会了原谅她，就像她对萨莎和霍普波普所做的那样。 安妮终于知道她是谁，她想做什么，她与安德里亚斯战斗并击败了他，同时也释放了马西。她回到 两栖类宣布抵抗军的胜利，却目睹了月亮落向他们。 
安妮、萨莎和玛西意识到月亮因核心而坠落，他们被赋予了宝石的力量将其推回。由于无法这样做，安妮吸收了所有宝石的力量并摧毁了月亮和核心，但在此过程中失去了生命。她遇到宝石守护者，提出要她代替她成为新的守护者，但她拒绝了，因为她还未成年，还没有守护宇宙的智慧。该实体同意并让安妮复活，她在那里快乐地与她的朋友团聚。在与 萨沙 和 马西 一起回家之前，她与班特进行了最后的告别。十年后，安妮成为了一名爬行动物学家，在太平洋水族馆工作，她在那里照顾一只名叫史哥的青蛙。 

## 評價
安妮的性格和宋的表演受到评论家和剧迷的强烈好评。   ScreenRant的 皮奥·内波穆塞诺 将她列为蛙！小安的奇幻之旅中最好的角色之一，称“像许多成长故事一样，安妮开始时是一个善良但不负责任的青少年，她渴望取悦她的朋友，甚至不惜自己的代价”。 

## 其他媒体
在奇幻貓頭鷹小屋剧集王潮的结尾处可以看到她的形象，当时卡米拉·诺塞达正在做饭，她的平板电脑打开，上面写着一篇文章，上面写着“迷失在蛙地的女孩？？骗局？？” 。 
她后来以赤壁形式出现在基于“赤壁小故事”短片的动画系列中以及“奇比宇宙”。